# エヂーナヤ・ロッスィーヤ (装甲列車)

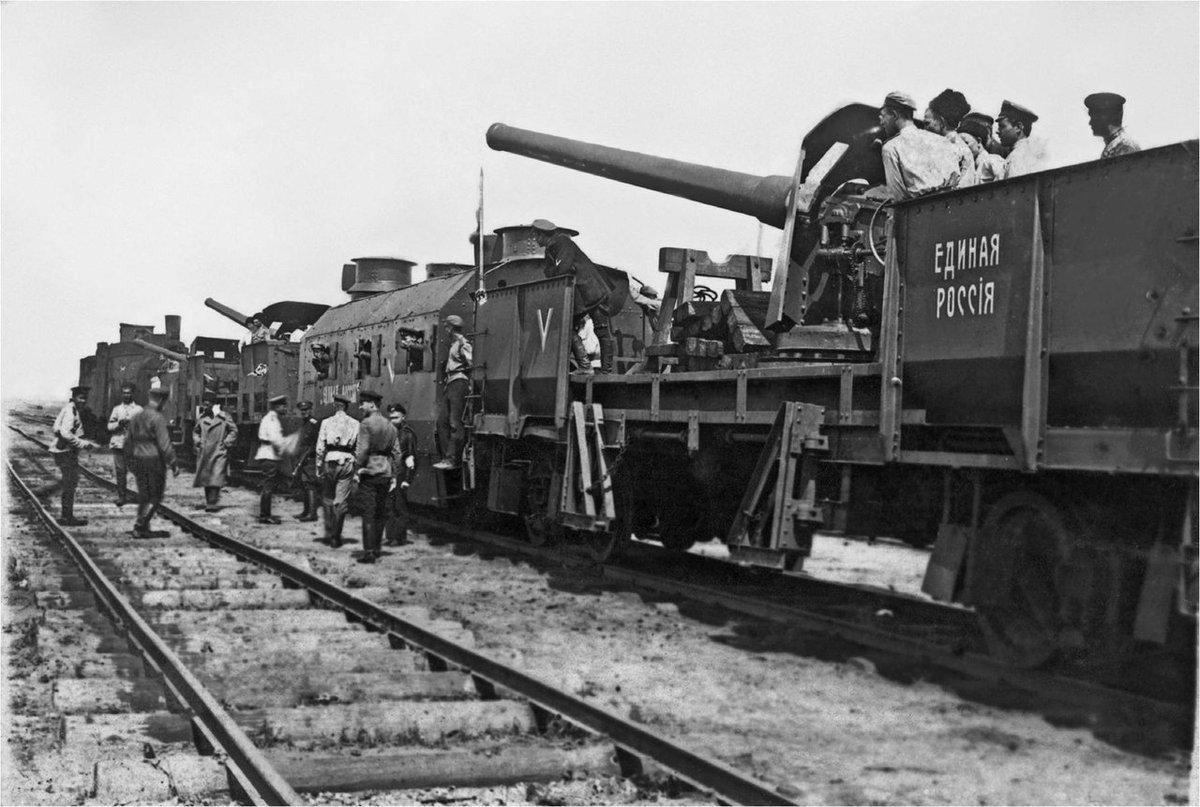
エジーナヤ・ロシーヤ

エジーナヤ・ロシーヤ（ロシア語:«Единая Россия»イェヂーナヤ・ラスィーヤ）は、白軍（白衛軍）の装甲列車である。名称は、「統一されたロシア」、白軍の司令官ミハイール・アレクセーエフやアントーン・デニーキンの標榜した「一体不可分のロシア」という意味である。

## 概要
エジーナヤ・ロシーヤは、ロシア革命後のロシア内戦における義勇軍最初の重装甲列車であった。最初の名称はバタレーヤ・ダーリネヴォ・ボーヤ(«Батарея дальнего боя»バタリェーヤ・ダーリニェヴァ・ボーヤ:「長距離砲台」)と第5装甲列車(«5-й Бронированный поезд»ピャートゥイ・ブラニローヴァンヌイ・ポーイェスト)であった。1918年末からエジーナヤ・ロシーヤの名称で呼ばれるようになった。
エジーナヤ・ロシーヤは、2度カテリノダール地方アルマヴィールに遠征し、スタヴローポリやドンバスへの進撃に参加した。また、装甲列車による世界最大の作戦をツァリーツィンで決行した。そこでは、ヴラーンゲリ将軍の掩護に回った。
1919年には、エジーナヤ・ロシーヤはモスクワ方面にあった。9月20日深夜には、クールスクの鉄道駅の奪取作戦に参加した。
その後、ネストル・マフノに煽動されたウクライナの農民蜂起との戦闘の後方支援に派遣された。ウクライナのソフィイウカ駅の戦闘において、エジーナヤ・ロシーヤはマフノ軍の汽船からの攻撃を受け戦列から引き揚げられた。11月12日には、エジーナヤ・ロシーヤはドンバス地方を走り、エナキイウカ駅で修理を行った。12月10日には、ノヴォロシーイスクの「スドスターリ」工場（завод «Судосталь»）での修理に臨んだ。しかし、白軍の敗北に伴い、エジーナヤ・ロシーヤの命運は尽きた。1920年3月、エジーナヤ・ロシーヤは赤軍によって戦列から離脱させられ、その後二度と復帰することはなかった。

## 武装
- 105 mm砲 ×2
- 120 mm砲 ×1
- 47 mm砲 ×1

のち、152 mm海軍砲を増備。